# Planowanie ciągłości działania
Planowanie ciągłości działania, PCD (ang. business continuity planning – BCP) – pojęcie dotyczące działań w zakresie tworzenia, weryfikacji i aktualizacji planów wznawiania działania w obszarze kluczowych procesów organizacji, w przypadku wystąpienia katastrofy. Dotyczy zdarzeń o niskim prawdopodobieństwie wystąpienia, ale o katastrofalnych skutkach (pożar, powódź, katastrofa budowlana, skażenie chemiczne, sabotaż, terroryzm itp.), których czasu wystąpienia nie można przewidzieć.

## Założenia
Założeniem PCD jest to, że organizacja nie może kontynuować działalności w podstawowej lokalizacji i konieczne jest wznowienie kluczowych procesów w lokalizacji zapasowej w minimalnym niezbędnym zakresie, zapewniającym przetrwanie organizacji, do czasu powrotu do lokalizacji podstawowej, a jeśli to nie jest możliwe, w czasie niezbędnym do odbudowania i uruchomienia nowego ośrodka podstawowego. Planowanie Ciągłości Działania jest jednym z etapów szerszego procesu zarządzania ciągłością działania.
Podstawą zarządzania ciągłością działania firm są standardy BS 25999, ISO 22301 oraz zbiór dobrych praktyk z zakresu zarządzania kryzysowego oraz planów awaryjnych.

## Etapy procesu zarządzania ciągłością działania
1. Analiza ryzyka.
2. Analiza procesów biznesowych.
3. Identyfikacja kluczowych procesów.
4. Utworzenie planów ciągłości działania.
5. Wdrożenie PCD.
6. Testy wdrożonych rozwiązań i procedur.
7. Szkolenia.

Powyższe etapy powinny być realizowane cyklicznie w celu dostosowania do zmieniającego się otoczenia, zmian organizacji i zagrożeń (zgodnie z cyklem Deminga).